# Oldham
Oldham er en by i det nordvestlige England, med 96.555(2011) indbyggere. Byen ligger i grevskabet Greater Manchester i regionen North West England, 11 kilometer nordøst for områdets hovedby Manchester. Byen er et internationalt centrum indenfor tekstilindustri, men har i de seneste år mest været i medierne på grund af raceuroligheder.
Oldham er hjemby for fodboldklubben Oldham Athletic A.F.C.